# Aleksandr Mel'nik
Aleksandr Vladimirovič Mel'nik, in russo Александр Владимирович Мельник? (Luhans'k, 11 giugno 1958 – Noril'sk, 8 settembre 2021), è stato un regista russo, sovietico fino al 1991.

## Filmografia parziale

### Regista
- Novaja Zemlja (2008)
- Territorija (2015)